# Мушково
Мушково (на македонска литературна норма: Мушково) е село в североизточната част на Северна Македония, община Кратово.

## География
Селото e разположено източно от общинския център Кратово, високо в Осоговската планина.

## История
Селото е споменато като „селище“ – изоставено село – сред владенията на близкия манастир „Свети Гаврил Лесновски“ в грамота на Константин Драгаш от 1381 г.
В османски данъчни регистри на немюсюлманското население от вилаета Кратова от 1618-1619 година селото е отбелязано под името Мушкова с 38 джизие ханета (домакинства). Списък на селищата и на немюсюлманските домакинства в същия вилает от 1637 година сочи 36 джизие ханета в Мушкова.
В XIX век Мушково е малко изцяло българско село в Кратовска кааза на Османската империя. Според статистиката на Васил Кънчов („Македония. Етнография и статистика“) от 1900 година Мушково има 350 жители, всички българи християни.
В началото на XX век население на селото са под върховенството на Българската екзархия. По данни на секретаря на екзархията Димитър Мишев („La Macédoine et sa Population Chrétienne“) през 1905 година в Мутково (Moutkovo) има 520 българи екзархисти.
При избухването на Балканската война 24 души от Мушково са доброволци в Македоно-одринското опълчение.

## Личности
Родени в Мушково
- Георги Стоянов, български революционер, четник на Кръсто Лазаров в 1914 година[7]
- Димитър Псалтирков (1888 – 1922), деец на ВМРО, загинал в сражение със сръбски части на 29 ноември 1922 година заедно с Манол Маджов от Пробищип[8]
- Иван Златков, български революционер, деец на ВМОРО, загинал преди 1918 г.[9]
- Ристо Цеков, български революционер, четник на Дончо Ангелов в 1915 година[10]